# مينتور زهوبي
مينتور زهوبي (بالسويدية: Mentor Zhubi)‏ هو لاعب كرة قدم سويدي في مركز الوسط، ولد في 1 مايو 1984 في بريشتينا في صربيا. لعب مع نادي أورغريته ‏.

## وصلات خارجية
- مينتور زهوبي على موقع اتحاد السويد (السويدية)
- مينتور زهوبي على موقع قاعدة بيانات كرة القدم.إي يو (الإنجليزية)